# Terezijanska vojaška akademija
Terezijanska vojaška akademija (nemško Theresianische Militärakademie) je vojaška akademija avstrijskih oboroženih sil, ki se nahaja v Dunajskem Novem mestu.

## Zgodovina
V Avstriji je prvo vojaško akademijo med tridesetletno vojno (1624) ustanovil Albrecht Wallenstein. Leta 1666 pa je bila kot privatna ustanova ustanovljena tudi predhodnica poznejše inženirske vojaške akademije.
V sklopu terezijanskih vojaških reform je bila 14. decembra 1751 ustanovljena tudi vojaška akademija v Wiener Neustadtu. Od leta 1777 ima ime Terezijanska vojaška akademija. Njen namen je bil izobraževanje pehotnih in konjeniških častnikov, vse do reform sredi 19. stoletja pa je vpisovala 100 enajst- ali dvanajstletnikov letno. Šolanje je nato trajalo sedem ali osem let in uspešni gojenci so ga končali s častniškim nazivom. Težišče poučevanja je bilo na teoriji, med najpomembnejše predmete sta na primer sodili matematika in geometrija.
Leta 1852, po revoluciji in vojni v Italiji in na Ogrskem, je prišlo do pomembne reforme. Prvi štirje letniki so bili izločeni in akademija je postala prava visoka šola. Vsebina pouka in strogi šolski red pa se nista spremenila vse do reform po porazu leta 1866. Še leta 1859 je bilo s cesarsko uredbo določeno, da naj bo pozimi temperatura v spalnicah le 10 °C, v učilnicah pa 19 °C. 
V reformah po letu 1867 je bil režim v šoli bistveno omiljen: odpravljena je bila cenzura pisem in omiljene omejitve prebiranja knjig, uvedeni so bili nedeljski izhodi, gojenci so med drugim lahko javno kadili. Ukinjeno je bilo tudi telesno kaznovanje, temnica in postenje.
Spremenjen je bil učni program, ki pa je bil še naprej zelo zahteven, saj je vključeval tako naravoslovno kot humanistično izobrazbo in seveda vojaške predmete. Še vedno pa je bil pomanjkljiv pouk o nacionalnih in verskih razmerjih v monarhiji, ter o političnih ter družbenih vprašanjih. Poudarek je bil na brezpogojni vdanosti cesarju in vladajoči dinastiji.
Do propada monarhije je akademija izšolala več ko 10.000 častnikov.

## Pomembne osebnosti
- Otmar Babić
- Karl Eibel
- Adam Korytowski
- Milan Zelenika